# 주타이베이 대한민국 대표부
주타이베이 대한민국 대표부는(駐 타이베이 大韓民國 代表部,중국어 정체자: 駐台北大韓民國代表部)는 대한민국-중화민국 단교와 함께 1993년 11월 대만 타이베이에 개설된 대표부(연락사무소)이다.:523 《외교부와 그 소속기관 직제》에 따른 정식 재외공관은 아니지만 관행적으로 인정된다.

## 공관 연혁
- 1992년 9월 4일: 대한민국-중화민국 단교와 함께 주중화민국 대한민국 대사관 철수[3]
- 1993년 7월 27일: 한국-대만 오사카 회담. 대표부 상호설치 합의[4][5]
- 1993년 11월 25일: 주타이베이 대표부 개설[6]

## 역대 공관장
| 대수 | 사진 | 성명           | 임기                    | 비고                                                                    |
| ---- | ---- | -------------- | ----------------------- | ----------------------------------------------------------------------- |
| 1    |      | 한철수(韓哲洙) | 1993년 11월~1995년 12월 | 한미연합군사령부 부사령관, 주대만 대사, 주브라질 대사 역임              |
| 2    |      | 강민수(姜敏秀) | 1996년 2월~1999년 2월   | 공군참모차장                                                            |
| 3    |      | 윤해중(尹海重) | 1999년 2월~2002년 2월   | 주일본 대사관 공사, 주상하이 총영사 역임:454:488                        |
| 4    |      | 손 훈(孫 薰)   | 2002년 2월~2004년 2월   | 주카메룬 대사, 주시애틀 총영사 역임:342:373-374                         |
| 5    |      | 황용식(黃龍植) | 2004년 3월~2006년 2월   | 주튀니지 대사:515                                                       |
| 6    |      | 오상식(吳相式) | 2006년 월~2008년 9월    | 주가봉 대사, 주프랑스 대사관 공사 역임                                  |
| 7    |      | 구양근(具良根) | 2008년 9월~2011년 9월   | 성신여자대학교 총장. 한국작가교수회 회장                                |
| 8    |      | 정상기(丁相基) | 2011년 10월~2014년 4월  | 외교부본부대사, 주샌프란시스코 총영사, 외교부아시아태평양국장 역임      |
| 9    |      | 조백상(趙百相) | 2014년 4월~2016년 11월  | 주베트남 대사관 공사, 주선양 총영사 역임                                |
| 10   |      | 양창수(楊昌洙) | 2016년 11월~2019년      | 외교통상부 유럽국장, 주광저우 총영사 역임                               |
| 11   |      | 강영훈(姜永勳) | 2019년 5월~2021년 12월  | 외교부 남아시아태평양국장, 주호놀룰루 총영사 역임                       |
| 12   |      | 정병원(鄭炳元) | 2021년 12월~2023년 2월  | 주밴쿠버 총영사, 외교부 동북아시아국장, 주독일 대사관 공사참사관        |
| 13   |      | 이은호(李殷鎬) | 2023년 2월~             | 전략물자관리원 원장 주아랍에미리트 대사관 공사참사관 주베트남 1등서기관 |

## 같이 보기
- 대한민국의 재외공관 목록
- 타이베이 대표부
- 주한 타이베이 대표부
- 대한민국-중화민국 관계
- 주중화민국 대한민국 대사관
- 연락사무소